# Onthophagus nuba
Onthophagus nuba là một loài bọ cánh cứng trong họ Bọ hung (Scarabaeidae).